# Clarke Saunders
Clarke Saunders (ur. 9 września 1989 w Brockville) – kanadyjski hokeista.

## Kariera
- Brockville Braves (2005-2010)
- Alabama–Huntsville Chargers (2010-2012)
- North Dakota Fighting Hawks (2012-2014)
- Colorado Eagles (2014-2017)
- San Jose Barracuda (2017)
- HDD Jesenice (2017-2019)
- Re-Plast Unia Oświęcim (2019-2022)
- Anglet Hormadi Élite (2022-)

Początkowo grał w lidze Canadian Junior Hockey League (CJHL) w barwach drużyny Brockville Braves z rodzinnego miasta. Następnie przez cztery sezony występował w amerykańskiej lidze akademickiej NCAA: przez pierwsze dwa lata w barwach zespołu University of Alabama in Huntsville, a dwa kolejne w drużynie przy University of North Dakota. Od sierpnia 2014 przez trzy sezony był zawodnikiem klubu Colorado Eagles w lidze ECHL. Pod koniec trzeciego sezonu, w marcu 2017 został wypożyczony do San Jose Barracuda w lidze AHL. W lipcu 2017 został zaangażowany przez słoweński klub HDD Jesenice. W jego barwach przez dwa lata grał w rodzimej lidze oraz w międzykrajowych rozgrywkach Alps Hockey League. W połowie 2019 ogłoszono jego transfer do polskiego klubu Re-Plast Unia Oświęcim w Polskiej Hokej Lidze. W czerwcu 2022 został zawodnikiem francuskiego klubu Anglet Hormadi Élite.

## Sukcesy
Klubowe
- Puchar Słowenii: 2018 z HDD Jesenice
- Złoty medal mistrzostw Słowenii: 2018 z HDD Jesenice
- Finał Pucharu Słowenii: 2019 z HDD Jesenice
- Srebrny medal mistrzostw Słowenii: 2019 z HDD Jesenice
- Finał Pucharu Polski: 2019, 2021 z Unią Oświęcim
- Srebrny medal mistrzostw Polski: 2020[6], 2022 z Re-Plast Unią Oświęcim

Indywidualne
- ECHL 2016/2017:
  - Najlepszy bramkarz tygodnia: 18 grudnia 2016, 5 lutego 2017,
  - Najlepszy bramkarz miesiąca: luty 2017
- Alps Hockey League 2017/2018[7]:
  - Pierwsze miejsce w klasyfikacji skuteczności obron w sezonie zasadniczym: 93,0%
  - Czwarte miejsce w klasyfikacji średniej goli straconych na mecz w fazie play-off: 2,16
  - Pierwsze miejsce w klasyfikacji skuteczności obron w fazie play-off: 93,5%
  - Pierwsze miejsce w klasyfikacji średniej goli straconych na mecz w fazie play-off: 2,12
  - Pierwsze miejsce w klasyfikacji skuteczności obron w całym sezonie: 93,1%
  - Trzecie miejsce w klasyfikacji średniej goli straconych na mecz w całym sezonie: 2,15
- Polska Hokej Liga (2019/2020):
  - Drugie miejsce w klasyfikacji skuteczności obron w sezonie zasadniczym: 93,4%[8]
  - Piąte miejsce w klasyfikacji średniej goli straconych na mecz w fazie play-off: 2,06[8]
- Puchar Polski w hokeju na lodzie 2019:
  - Najlepszy zawodnik Unii Oświęcim w meczu półfinałowym przeciw GKS Tychy (3:2 k.) 27 grudnia 2019[9]